# Luminescència

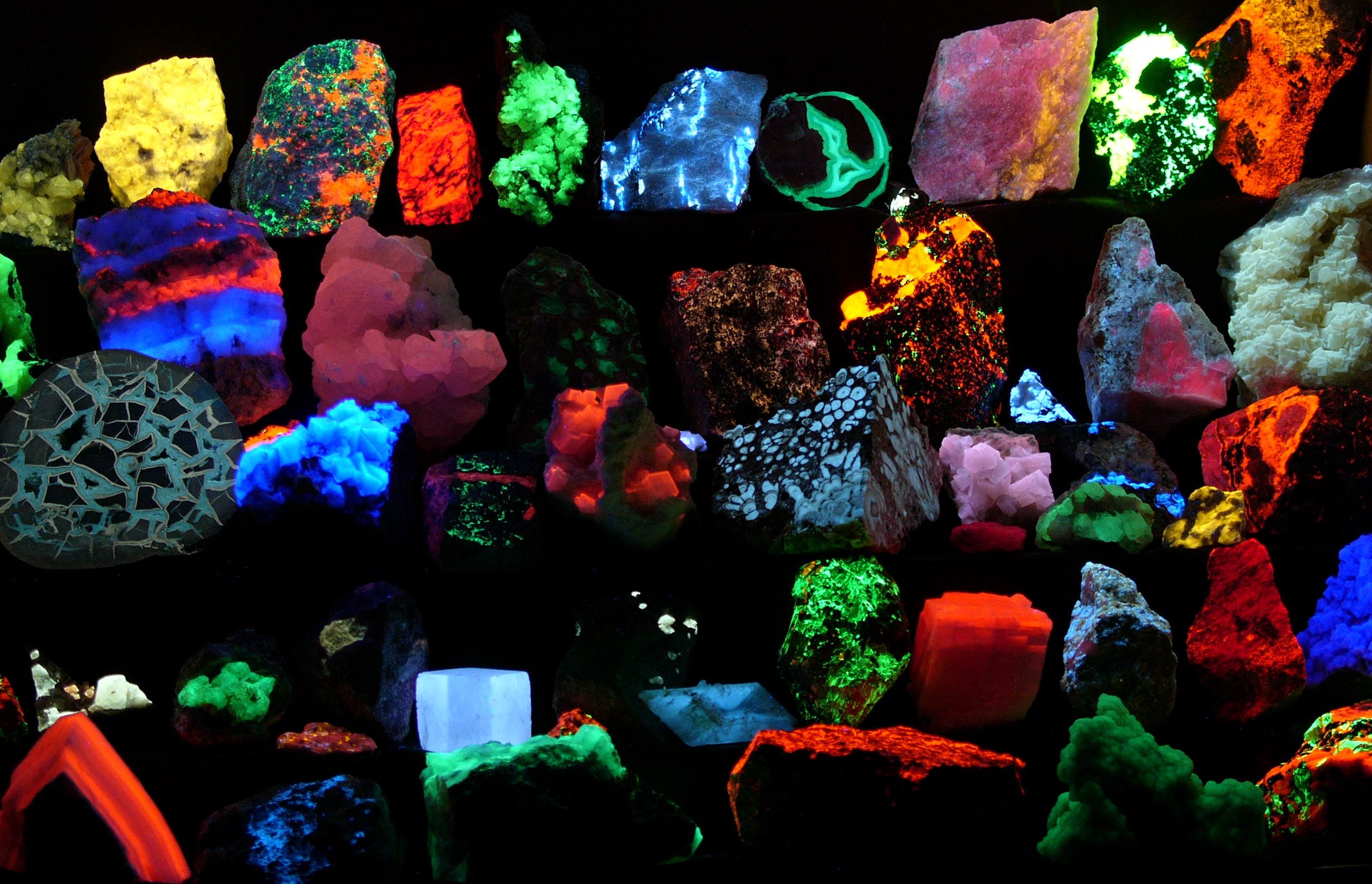
Exemple de luminescència: aquests minerals mostren fluorescència sota radiació ultraviolada

La luminescència és la radiació òptica produïda per un sistema físic a causa de la transició d'un estat excitat a un estat fonamental. Quan un sistema físic és pertorbat per una font de radiació, passa d'un estat fonamental (estat de mínima energia) a un d'energia més elevada anomenat estat excitat. Quan el sistema es relaxa, l'energia absorbida pot ser emesa en forma de radiació lluminosa, és a dir, en forma de luminescència.
Luminescència és qualsevol procés d'emissió de llum, el qual no radica exclusivament en altes temperatures sinó que, contràriament, és una forma de “llum freda” en què l'emissió de radiació lumínica és provocada en condicions de temperatura ambient o baixa.
La primera referència escrita coneguda pertany a Henry Joseph Round.

## Tipus de luminescència
Depenent de la font d'excitació, hom distingeix diferents tipus de luminescència. Convé remarcar que el que canvia en els distints casos és la forma en què es pertorba el sistema físic i no el tipus de radiació emesa, que sempre és lluminosa.
- Fotoluminescència: l'excitació del sistema físic es produeix mitjançant fotons (energia lluminosa). Aquest és, possiblement, el cas més habitual de luminescència i la presenten una gran quantitat de substàncies, incloent-hi productes naturals i alguns minerals. Segons la diferència de temps entre l'excitació i el procés d'emissió, hom distingeix dos tipus de fotoluminescència: la fluorescència, quan els estats excitats tenen una duració molt curta (de l'ordre de nanosegons), i la fosforescència, quan els estats excitats són de duració més llarga, de l'ordre de 0.0001 segons o major.
  - Quimioluminescència: l'excitació es produeix mitjançant una reacció química. N'és un exemple el luminol, utilitzat en la identificació de sang. Dues reaccions conegudes són:
  - Bioluminescència: és un cas específic de quimioluminescència, en què la reacció que causa l'excitació es produeix en organismes vius (per exemple, l'oxidació de la luciferina en les lluernes).
- Electroquimioluminescència: resultat d'una reacció electroquímica.
- Termoluminescència: l'excitació del sistema es produeix mitjançant la calor.
- Sonoluminescència: l'excitació es produeix mitjançant ones sonores en líquids.
- Cristaluminescència: es produeix durant la cristal·lització.
- Electroluminescència: l'excitació del sistema es produeix a través d'un corrent elèctric. Aquest és el cas, per exemple, dels díodes lluminosos.
- Mecanoluminescència: resultat d'una acció mecànica sobre un sòlid. Poden ser: 
  - Triboluminescència: generada quan els enllaços en un material es trenquen quan es ratlla, s'aixafa o es frega.
  - Fractoluminescència: generada quan els enllaços d'alguns vidres es trenquen per fractures.
  - Piezoluminescència: produïda per l'acció de la pressió sobre certs sòlids.
- Radioluminescència: resultat del bombardeig per radiació ionitzant.

## Aplicacions
- Díodes emissors de llum (LED): emeten llum via electró-luminescència.
- Llumins: emeten llum quan irradien amb radiacions d'alta energia electromagnètica o radiació de partícules.
- Termòmetres de fòsfor: mesuren la temperatura utilitzant la fosforescència.
- Centellejadors: Mesuren la radioactivitat utilitzant la luminescència abundant i breu, en forma de centelleigs.